# Sehnsucht (album de Rammstein)
Pour les articles homonymes, voir Sehnsucht (homonymie).
Albums de Rammstein
Herzeleid
(1995) Mutter
(2001)
Singles
1. Engel
Sortie : 1er avril 1997
2. Du hast
Sortie : 19 juillet 1997

Sehnsucht est le deuxième album studio du groupe de Neue Deutsche Härte Rammstein. Il est sorti le 22 août 1997 sur le label Motor Music pour l'Europe, Slash Records pour l'Amérique du Nord, et a été produit par Jacob Hellner et le groupe.

## Historique

### Enregistrement et singles
L'enregistrement débuta le 15 novembre 1996 sur l'île de Malte, plus précisément aux Temple Studios situés à Mistra. Après plusieurs mois de production, le premier single Engel sort le 1er avril 1997 suivi un jour plus tard par le clip vidéo qui l'accompagne. Engel rentre directement à la 12e place des charts allemands pour atteindre la 3e place le 2 juin. Pendant le mixage de l'album, Rammstein part en tournée à travers l'Allemagne, la Suisse et l'Autriche à partir du 6 mai. Il fera un arrêt le 17 mai aux Pays-Bas pour participer au Pinkpop Festival.
Le deuxième single Du hast sort le 21 juillet précédé de son clip vidéo le 15. Il se classa directement à la 5e place des charts allemand. Le single Engel est certifié disque d'or le 4 août 1997 et l'album sort enfin le 22 août et se classa directement à la première place des charts allemands.

### Tournées
Le groupe jouera le 3 et le 6 septembre 1997 deux concerts à New-York puis repartira pour une tournée allemande du 27 septembre au 23 octobre, incluant un concert autrichien à Vienne et un suisse à Zurich. En novembre, Rammstein honore une courte tournée européenne (10 dates) qui passera par la France, le 24 novembre à  La Laiterie de Strasbourg et le 25 à l'Élysée Montmartre de Paris. Du 5 au 13 décembre, mini tournée américaine en première partie de KMFDM. En 1998, le groupe enchaîna les tournées et les festivals et termina l'année en faisant partie de l'affiche du premier Family Values Tour en compagnie de Korn, Limp Bizkit, Ice Cube, etc..
Rammstein donna aussi deux concerts notables le 22 et 23 août 1998 au Parkbühne Wulheide de Berlin, lesquels ayant été enregistrés et filmés pour Live aus Berlin, premier opus live du groupe.

### Réception
Hormis l'Allemagne, cet album se classa aussi à la première place en Autriche et atteindra la 3e place en Suisse. S'il se classa dès 1997 dans différents pays européens (Suède, Pays-Bas...), il faudra attendre septembre 1998 pour voir l'album se classer à la 45e du Billboard 200 américain et 1999 pour les classements néozélandais et australiens. En France, il atteindra la 76e meilleure vente d'album durant la semaine du 13 au 19 février 2005, soit huit ans après sa sortie officielle.
Il sera certifié disque de platine en Allemagne, Autriche, États-Unis et au Canada et double album de platine en Suisse.

## Liste des pistes
- Tous les titres sont signés par le groupe sauf indication.

| 1.    | Sehnsucht                       | 4:04 |
| 2.    | Engel                           | 4:24 |
| 3.    | Tier (Rammstein, Jürgen Engler) | 3:46 |
| 4.    | Bestrafe Mich                   | 3:36 |
| 5.    | Du hast                         | 3:54 |
| 6.    | Bück Dich                       | 3:21 |
| 7.    | Spiel Mit Mir                   | 4:45 |
| 8.    | Klavier                         | 4:22 |
| 9.    | Alter Mann                      | 4:22 |
| 10.   | Eifersucht                      | 3:35 |
| 11.   | Küss Mich (Fellfrosch)          | 3:30 |
| 43:39 |                                 |      |

## Musiciens

### Rammstein
- Till Lindemann : chant
- Richard Zven Kruspe : guitares, chœurs
- Paul Landers : guitares, chœurs
- Oliver Riedel : basse, chœurs
- Christoph Schneider : batterie
- Christian Lorenz : claviers

### Musicien additionnel
- Christiane "Bobo" Hebold : voix féminine sur Engel

## Charts et certifications

### Album
| Pays             | Durée du classement | Meilleur classement | Date              |
| ---------------- | ------------------- | ------------------- | ----------------- |
| Allemagne        | 82 semaines         | 1er                 | 6 octobre 1997    |
| Australie        | 11 semaines         | 25e                 | 28 février 1999   |
| Autriche         | 30 semaines         | 1er                 | 7 septembre 1999  |
| Belgique (V)     | 16 semaines         | 36e                 | 13 septembre 1997 |
| Canada           | 14 semaines         | 25e                 | 26 octobre 1998   |
| États-Unis       | 31 semaines         | 45e                 | 5 septembre 1998  |
| France           | 3 semaines          | 76e                 | 13 février 2005   |
| Nouvelle-Zélande | 8 semaines          | 23e                 | 5 septembre 1999  |
| Pays-Bas         | 5 semaines          | 28e                 | 13 septembre 1997 |
| Suède            | 7 semaines          | 17e                 | 12 septembre 1997 |
| Suisse           | 24 semaines         | 3e                  | 7 septembre 1997  |

Certifications
| Pays        | Certification | Ventes      | Date              |
| ----------- | ------------- | ----------- | ----------------- |
| Allemagne   | Platine       | 500 000 +   | 1997              |
| Autriche    | Platine       | 50 000 +    | 29 septembre 1998 |
| Canada      | Platine       | 100 000 +   | 10 juillet 2001   |
| États-Unis  | Platine       | 1 000 000 + | 1er juillet 1999  |
| Pays-Bas    | Or            | 50 000 +    | 2003              |
| Royaume-Uni | Or            | 100 000 +   | 15 avril 2022     |
| Suisse      | 2 × Platine   | 100 000 +   | 2004              |

### Singles
| Single  | Chart                  | Durée du classement | Position | Date         |
| ------- | ---------------------- | ------------------- | -------- | ------------ |
| Engel   | Single Top 100         | 25 semaines         | 3e       | 2 juin 1997  |
| Engel   | Ö3 Austria Top 40      | 18 semaines         | 4e       | 15 juin 1997 |
| Engel   | Sverigetopplistan      | 4 semaines          | 48e      | 22 août 1997 |
| Engel   | Schweizer Hitparade    | 14 semaines         | 17e      | 3 août 1997  |
| Du Hast | Single Top 100         | 11 semaines         | 5e       | 4 août 1997  |
| Du Hast | Ö3 Austria Top 40      | 9 semaines          | 10e      | 17 août 1997 |
| Du Hast | Mainstream Rock Tracks | 17 semaines         | 20e      | 22 août 1998 |
| Du Hast | Schweizer Hitparade    | 5 semaines          | 33e      | 24 août 1997 |